# Anyajegy
A köznyelv a szerzett naevussejtes naevusokat (naevus pigmentosus) nevezi anyajegyeknek. Nagyon gyakoriak, jól körülírt, szabályos alakú képlet formájában jelentkeznek, amelyek színe bőrszínűtől egészen sötétbarnáig változhat. A szerzett közönséges festékes anyajegy a fehér bőrű népesség leggyakoribb jóindulatú daganata. A kaukázusi rassz esetén a felnőtt populációban húsz naevus fordul elő átlagosan a bőrön. A negrid és mongoloid rasszon ritkábban fordul elő, elsősorban acralis lokalizációban (tenyér, talp és körömágy) látható. A közönséges festékes anyajegyek leggyakrabban kisgyermekkorban alakulnak ki, általában számuk a pubertáskorra éri el maximumát, de néhány felnőttkorban is megjelenhet. Hatvan év felett sokszor látható az elváltozások visszafejlődése, ritkán teljesen el is tűnhetnek.

## Diagnózis
Az anyajegyeket jellemzően klinikailag szabad szemmel vagy dermatoszkópiával diagnosztizálják. Fejlettebb képalkotó tesztek állnak rendelkezésre a festéksejtes anyajegyek és a melanoma megkülönböztetésére, beleértve a számítógépes dermoszkópiát és a képelemzést. A nevus kezelése a nevus típusától és a diagnosztikai bizonytalanság mértékétől függ. Egyes nevusokról ismert, hogy jóindulatúak, és elegendő követni, hogy időben változnak-e. Mások alaposabb vizsgálatot és biopsziát igényelhetnek a kórszövettani vizsgálathoz (a bőrminta mikroszkóp alatt történő megtekintése az egyedi sejtjellemzők kimutatására). Biopsziára akkor lehet szükség, amikor egy klinikus meg akarja állapítani, hogy a pigmentált nevus a melanocitikus nevus, a diszpláziás nevus vagy melanoma egy fajtája-e, mivel ezek a bőrelváltozások rosszindulatú daganatok kialakulásának kockázatát jelentik. Az ABCDE kritériumait (aszimmetria, határok szabálytalansága, színváltozatosság, átmérő > 6 mm és evolúció) gyakran használják az anyajegyek és a melanómák megkülönböztetésére felnőtteknél, míg a módosított kritériumokat (amelanózis, vérzés vagy dudorok, egységes szín, kis átmérő vagy de novo, és evolúció) használható a gyermekek gyanús elváltozásainak diagnosztizálására. A kórszövettani vizsgálaton kívül egyes elváltozások további vizsgálatok elvégzését is indokolhatják a diagnózis segítése érdekében, beleértve a speciális festéseket, az immunhisztokémiát és az elektronmikroszkópiát. Általában a gyermekkor óta létező nevusok ártalmatlanok.

## Kezelés
A közönséges naevusok eltávolítására leggyakrabban kozmetikai okból kerül sor. Sem az elektrokauterizáció, sem a lézeres roncsolás és a krioterápia nem megengedett eljárás az eltávolításukra! Minden esetben szükséges ép szegéllyel sebészi úton kimetszeni az elváltozást és szövettani vizsgálattal megerősíteni a klinikai diagnózist.

## Az anyajegyek eltávolításának orvosi indikációi
1. Olyan helyen van, ahol sem az egyén, sem a bőrgyógyász szakorvos nem tudja biztonsággal követni, ellenőrizni: nyálkahártyákon, anogenitalis régióban, hajas fejbőrön.
2. Az elváltozás gyors növekedést mutat.
3. Az anyajegy színe megváltozott.
4. Egy korábban szabályos elváltozás széle egyenetlenné vált, vagy egy újonnan kialakuló anyajegy eleve szabálytalan szélűként fejlődik.
5. Felszínén jelentősebb előzetes trauma nélkül spontán „seb” jött létre.
6. Állandóan viszket, gyulladt vagy vérzik.